# Liste von Psychiatrien in Sachsen-Anhalt
Die Liste von Psychiatrien in Sachsen-Anhalt ist eine unvollständige Liste und erfasst ehemalige und aktuelle psychiatrische Fachkliniken des Landes Sachsen-Anhalt.

## Liste
| Name                                                                          | Ort                 | Gründung | Bemerkungen | Bild |
| ----------------------------------------------------------------------------- | ------------------- | -------- | --- | ---- |
| AWO Psychiatriezentrum Halle                                                  | Halle               |          | [ 1 ] |      |
| Klinik und Poliklinik für Psychiatrie, Psychotherapie und Psychosomatik Halle | Halle               |          | [ 2 ] |      |
| AWO Fachkrankenhaus Jerichow                                                  | Jerichow            |          | [ 3 ] |      |
| Alexianer St. Joseph-Krankenhaus Dessau                                       | Dessau              |          | [ 4 ] |      |
| Alexianer Klinik Bosse Wittenberg                                             | Wittenberg          |          | [ 5 ] |      |
| Fachklinikum Uchtspringe                                                      | Stendal-Uchtspringe | 1892     | Ehemals Landesheilanstalt Uchtspringe. |      |
| Fachklinikum Bernburg                                                         | Bernburg (Saale)    | 1875     | Die Landes-Heil- und Pflegeanstalt für Geisteskranke, am 1. Oktober 1875 in Bernburg eröffnet, war zunächst für 132 Kranke konzipiert, erreichte aber durch Anbauten die dreifache Kapazität an Betten. Auf dem Areal der Anstalt wurde ab November 1940 die Tötungsanstalt Bernburg betrieben. |      |
| Landeskrankenhaus für Forensische Psychiatrie Uchtspringe                     | Uchtspringe         |          | |      |
| Provinzial-Irrenanstalt Halle-Nietleben                                       | Halle (Saale)       | 1841     | 1935 wurde die Irrenanstalt geschlossen und als Militärkomplex genutzt. Viele wurden in den Folgejahren im Rahmen der Aktion T4 ermordet. Der Abriss des Gebäudes reichte bis in der 2000er Jahre.                                                                                              |      |